# Aleksander Loria
Aleksander Loria (ur. 1868 we Lwowie, zm. w sierpniu 1899 w Kołobrzegu) – polski szachista amator.
Życiorys Aleksandra Lorii jest mało znany. Ukończył gimnazjum i studia uniwersytecie we Lwowie, uzyskał stopień naukowy doktora. Od listopada 1894 należał do Lwowskiego Klubów Szachistów i uczestniczył w wielu klubowych rozgrywkach. Zajął m.in. 5. miejsce w mistrzostwach Lwowa w 1896, pokonując kilku znanych lwowskich szachistów - Kazimierza Weydlicha, Karola Irzykowskiego i Aleksandra Wagnera.
Był zięciem właściciela "szachowej" kawiarni "Wiedeńskiej" we Lwowie. Stoczył wiele pojedynków w tym lokalu, a także w kawiarniach krakowskich. W wieku 31 lat zmarł śmiercią tragiczną, utonął w Bałtyku podczas wakacyjnego wypoczynku.